# Bredase Muziekschets van de 20e Eeuw
De Bredase Muziekschets van de 20e Eeuw is een 6-delige boekenserie waarvan de delen met tussenpozen verschijnen. Auteur van de serie is de Bredase jazzmuzikant Jack van Elewout, bekend van onder andere The Blue Rhythm Jugglers, Original Frisco Whale en Washboard Wailers

## Deel 1
Deel 1: Amusementsmuziek, jazzmuziek, jazzorganisaties
Verschenen in 2005. 
Onderwerpen:
- Amusementsmuziek
- jazzmuziek
- jazzorganisaties

ISBN 90-809221-1-0

## Deel 2
Deel 2 : Klassieke muziek, harmonieën, fanfares, drumbands, koren
Verschenen in 2005.
Onderwerpen:
- Klassieke muziek
- harmonieën
- fanfares
- drumbands
- koren

ISBN 90-809221-2-9

## Deel 3
Deel 3: Militaire Muziek, Muziekonderwijs, Muziekhandels, Stadsfeesten
Verschenen in 2006.
Onderwerpen:
- Militaire Muziek
- Muziekonderwijs
- Muziekhandels
- Stadsfeesten

ISBN 90-809221-3-7
ISBN 978-90-809221-3-6